# كاري كافاناف
كاري كافاناف (بالإنجليزية: Carey Cavanaugh)‏ هو دبلوماسي أمريكي، ولد في 1955 في جاكسونفيل في الولايات المتحدة.